# Bastão de Auer

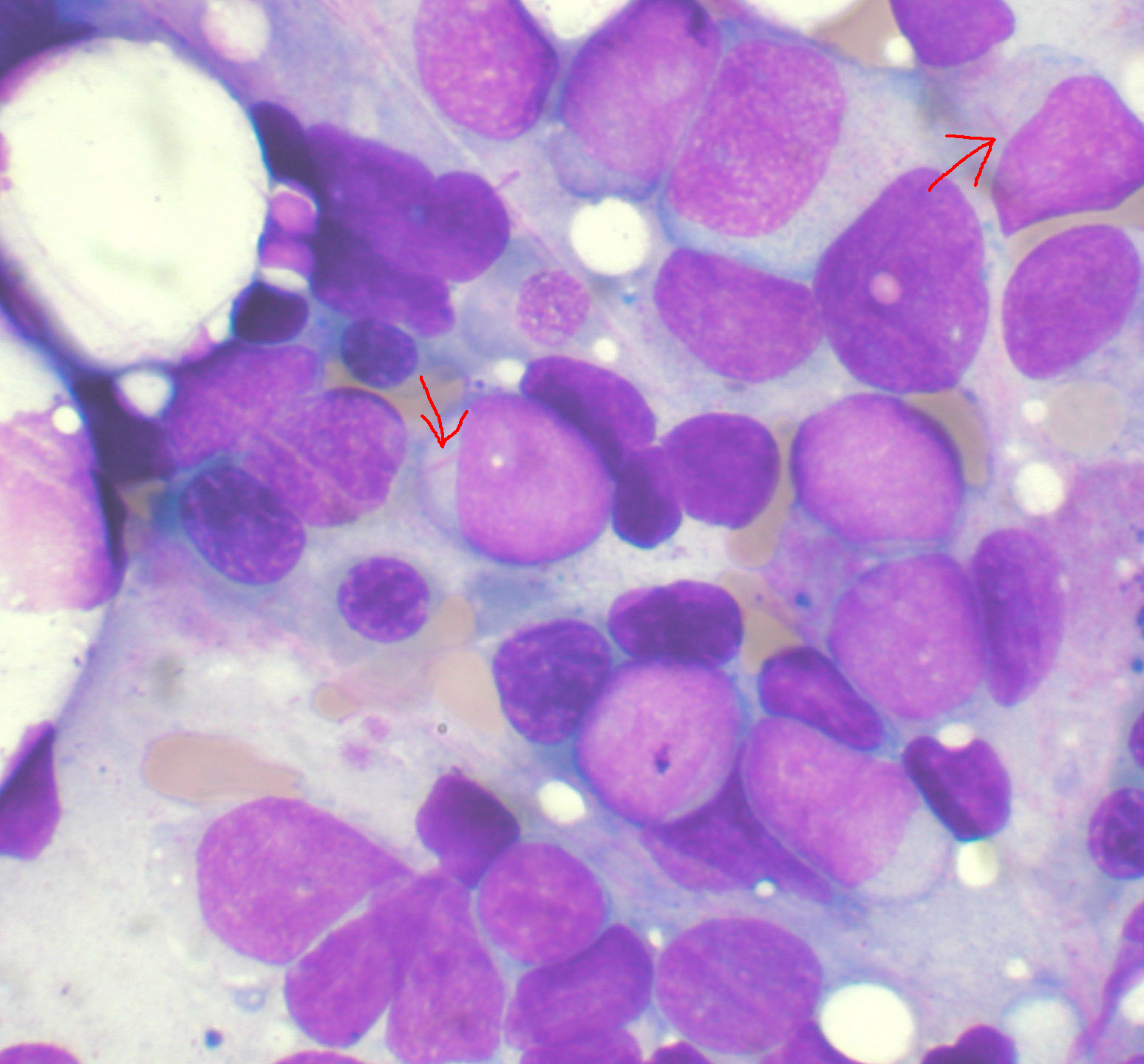
Detalhe de medula óssea com leucemia mieloide aguda, destacando-se os bastões de Auer em vários blastos

Bastões de Auer ou bastonetes de Auer são compostos lisossomais que podem ser vistos nos blastos da leucemia mieloide aguda. Eles são agrupamentos de material azulado em forma de agulhas alongadas e contêm peroxidase, enzimas lisossomais e grandes inclusões cristalinas.
Os bastões de Auer são em geral encontrados nos blastos mieloides das leucemias agudas dos tipos M1, M2, M3 e M4. Sua presença ou não é usada para distinguir entre as duas formas de síndrome pré-leucêmica: a "anemia refratária com blastos em excesso 1" (RAEB-1, da sigla em inglês), que não apresenta bastões de Auer; e a RAEB-2, em que eles são encontrados.
Essas inclusões citoplasmáticas foram assim denominadas em homenagem ao fisiologista estadunidense John Auer (1875-1948).